# 円明園十二生肖獣首銅像

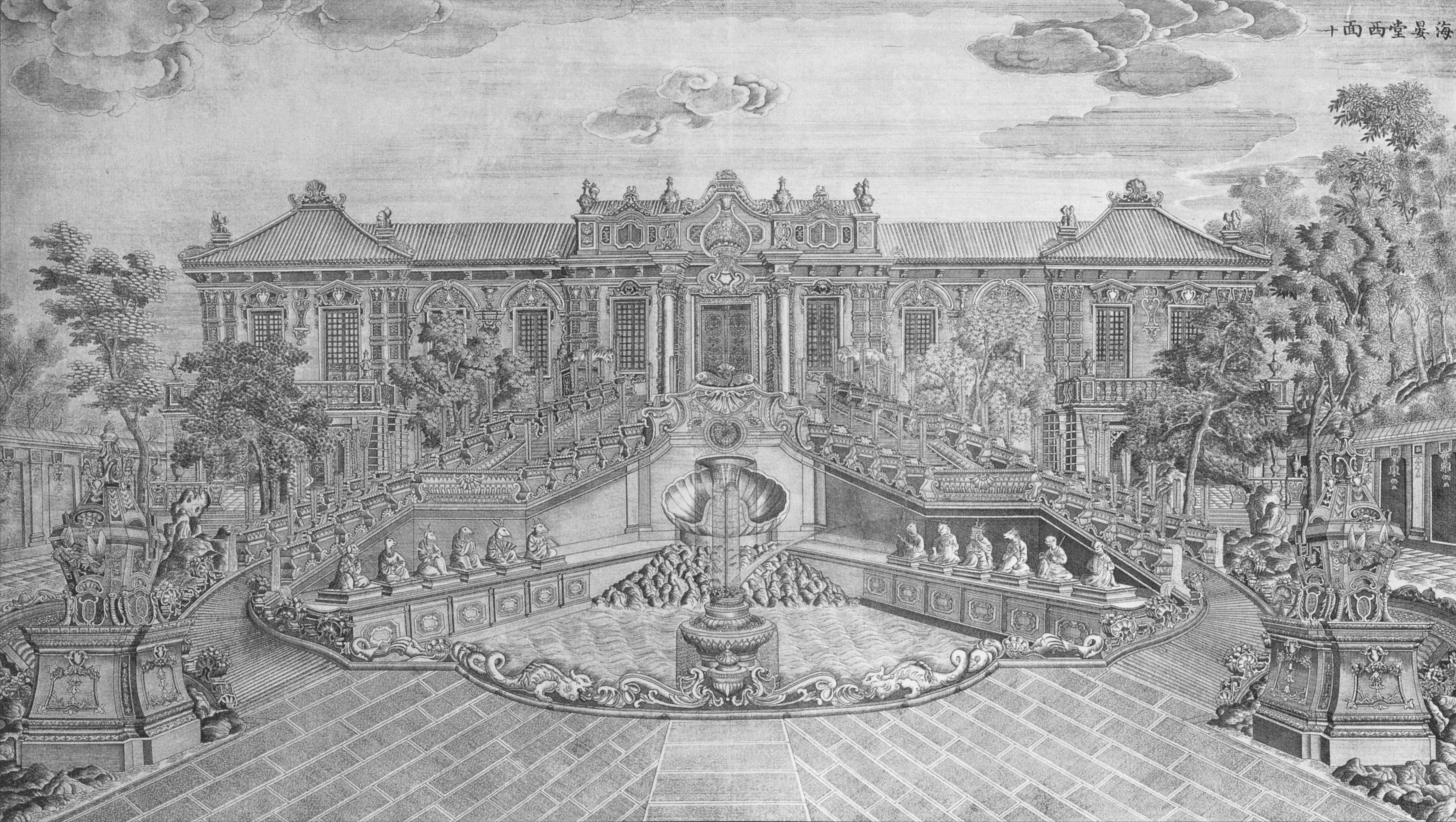
円明園の海晏堂西面（銅版画）: 中央の噴水池の左に6体、右に6体並んでいるのが獣首人身像。海晏堂西面には他に、入り口扉の両脇のライオン像の口から水、扉と向かい合う階段最上部のイルカ像から水、階段の手すりの54個の水盤から水が出る。それらは全てつながっており、水柱を上げながら下へ下へと滝になって流れる。

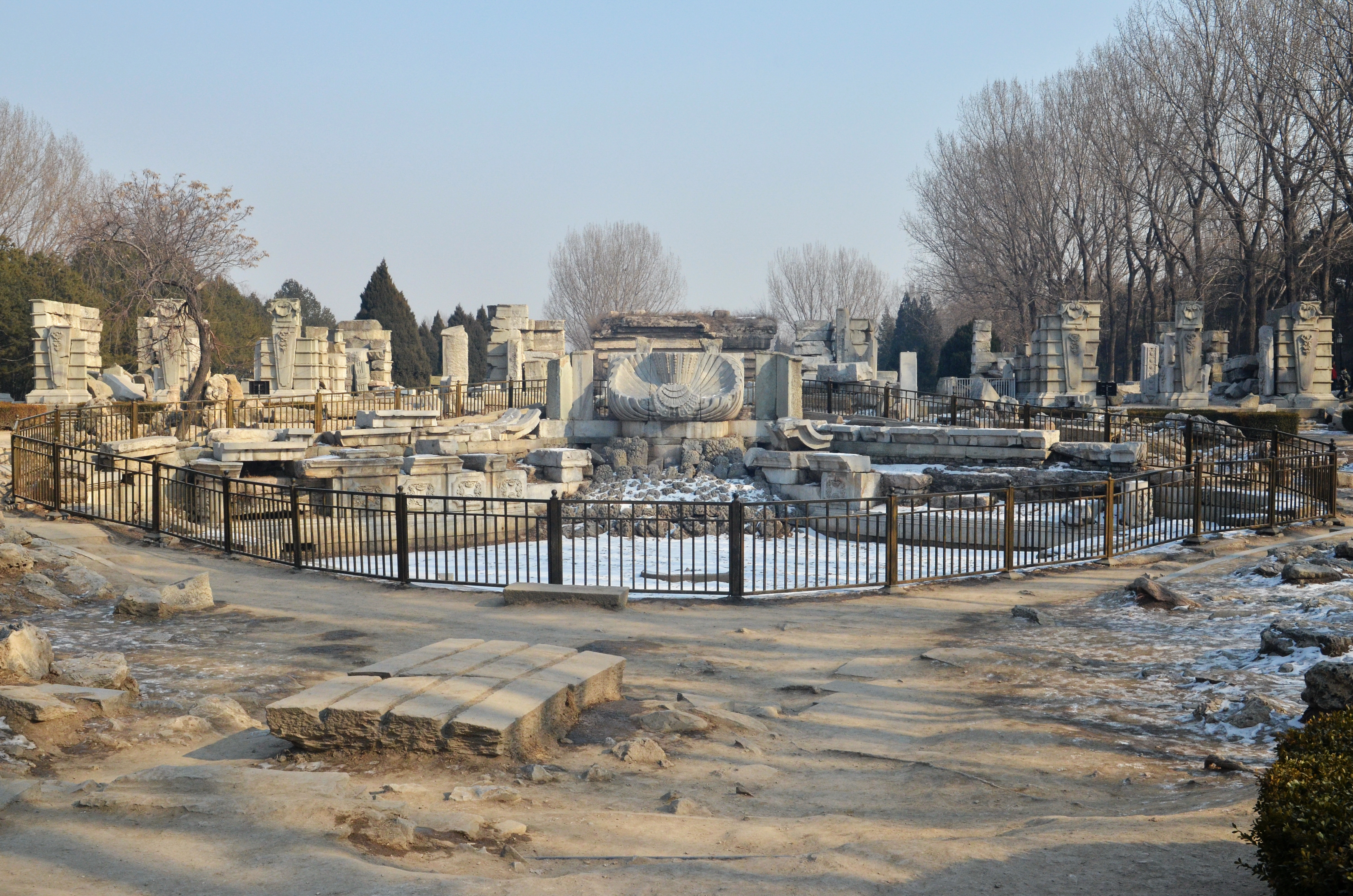
円明園の海晏堂の現在の姿（2013年撮影）。背後の建物は柱を残して跡形もなくなり、噴水池は一部だけが残り、獣首人身像も一部の台座のみが残っている

円明園十二生肖獣首銅像（えんめいえんじゅうにせいしょうじゅうしゅどうぞう、繁体字: 圓明園十二生肖獸首銅像, 简体字: 圆明园十二生肖兽首铜像）は、清朝が建築した円明園の水力時計（中国語: 水力鐘）の銅像。頭は獣、体は人間の銅像である。円明園十二生肖（十二支）銅像、円明園十二生肖獣首像、円明園ブロンズ像、十二支動物像、十二支像、等の名称で知られる。

## 概要
円明園の長春園の西洋式建築西洋楼（円明園で唯一の残存建築物）の一角をなす海晏堂の、西の方向にある噴水池に設置されていた。12の動物とは、鼠（ねずみ）、牛（うし）、虎（とら）、兔（うさぎ）、龍（りゅう）、蛇（へび）、馬（うま）、羊（ひつじ）、猿（さる）、鶏（にわとり）、犬（いぬ）、豚（ぶた）の十二支である。鼠、虎、龍、馬、猿、犬が南側に、牛、兔、蛇、羊、鶏、豚が北側に、八の字を描いて並んでいる。各動物（体は人間）が2時間ずつ時間を担当し、担当の時間になると池に向かって口から水を噴射した。昼の12時には12体の動物人間が全員一斉に噴射した。牛は塵払い、兔は扇、龍は珠（たま）、犬は銃、豚は弓等、各々道具を持ち、各々所作がある。蛇は何も持たず、腕組みである。21世紀初頭の中国で、十二獣首人身銅像は、本物の円明園の銅像の他、等身大レプリカやミニチュアのレプリカ等が展示されるなどしている。

## 流失と競売

### 設置から流失の経緯
水面積が全園の2分の1以上を占める「水景園」である円明園に、12体の獣首人身の銅像は設置された。銅像はジュゼッペ・カスティリオーネがデザインし、ミシェル・ブノワ（en:Michel Benoist）が設計監修をした。実際の製作は清朝の宮廷匠師による。十二獣首人身の水力時計は、海晏堂にある様々な水仕掛けの中で、最も苦心した作品である。
満州で都市計画に携わった官僚・佐藤昌の著書によると、やがて咸豊帝の母親太后（孝全成皇后）は、銅像が「怪異」である、と嫌がって、銅像を倉庫に片付けた。孝全成皇后没後の1860年、アロー戦争の際に、フランス（第二帝政）軍が円明園の略奪に注力し、イギリス（グレートブリテンおよびアイルランド連合王国）軍が清朝による捕虜殺害への報復として円明園を焼き払い、その混乱の中、獣首人身銅像は流失、離散したとされる。しかしこの時イギリス・フランス軍にこれらの像が略奪されていないことを証明する、後の中国国内で撮影された写真が存在するという主張がある。
中国文学者・中野美代子による月刊誌『図書』寄稿文書によれば、円明園の略奪後（1860年）の情景を報じた新聞の挿絵にこれらの像が残っている。その後、西太后が円明園の復興をめざしたものの1874年ごろ中止されたが、この頃に十二支像は移設されたと考えられる。1930年前後に円明園を調査したキャロル・ブラウン・マローンは「北京の冬の離宮」にある12のブロンズ像の写真を撮影している。したがって像の頭部はその後に国内の人物によって切断され持ち出され、骨董市などで売りさばかれたものと推定される。実際、国共内戦、文化大革命などの動乱により円明園はさらに略奪され、荒廃が進んでいる。

### 牛、虎、馬、猿、豚

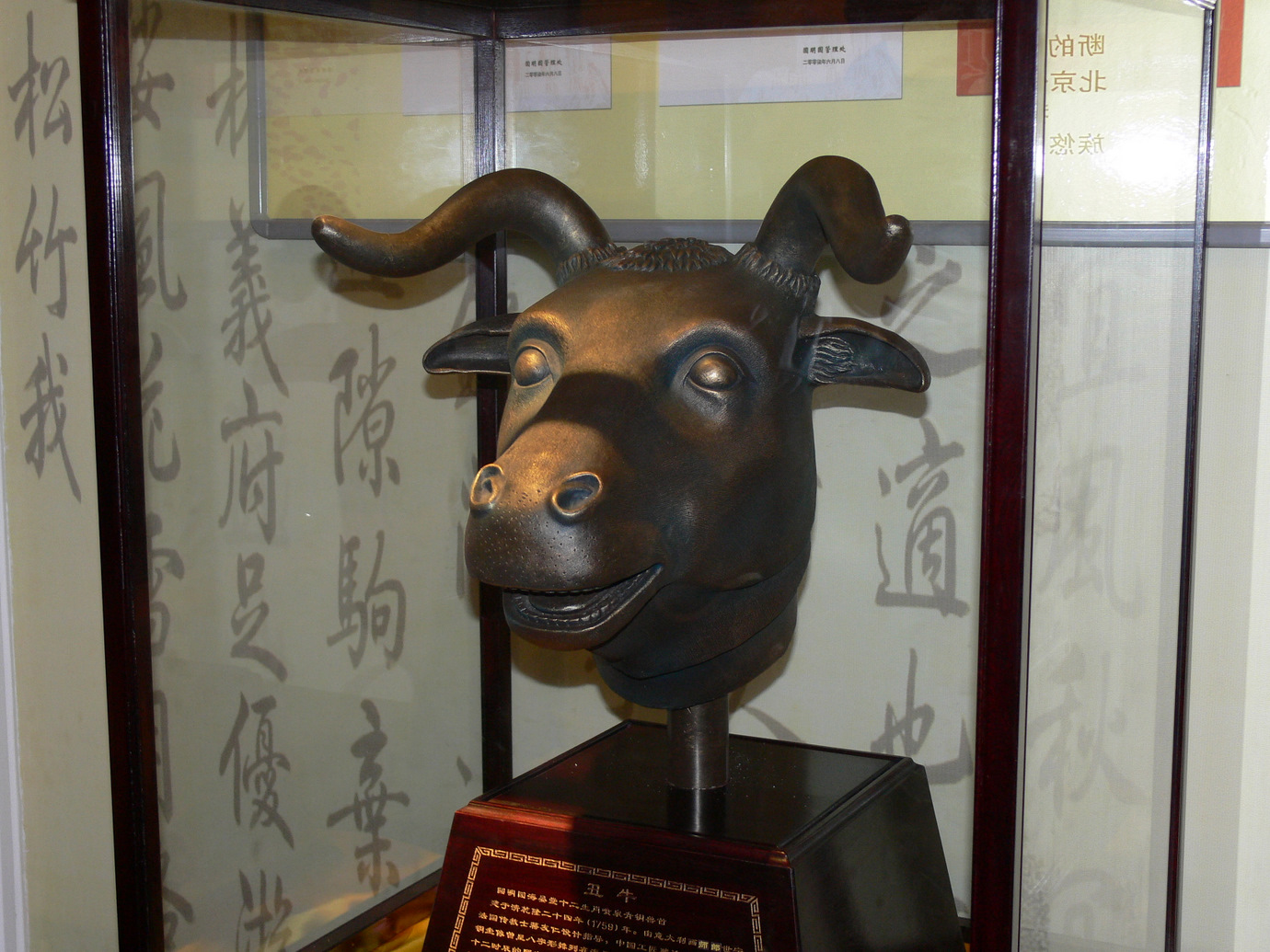
円明園十二生肖牛首銅像模型

- 1985年、牛、虎、猿の銅像の頭部がアメリカで発見され、その後、所有が移転した[10]。
- 牛の頭部は、2000年、香港の競売で、保利集団が700万香港ドルで落札した。その後、保利集団傘下の北京保利芸術博物館が公開している。[11]
- 虎の頭部は、2000年、香港の競売で、保利集団が1400万香港ドルで落札した。その後、保利集団傘下の北京保利芸術博物館が公開している。[11]
- 馬の頭部は、2007年9月の段階で、香港サザビーズが10月に実施する競売に出品予定であった。中国人民政治協商会議全国委員会の何鴻燊（スタンレー・ホー）常務委員は、競売にかかる前に、6910万香港ドルで購入し、中国に寄贈した。[12]
- 猿の頭部は、2000年、香港の競売で、保利集団が740万香港ドルで落札した。その後、保利集団傘下の北京保利芸術博物館が公開している[12]。なおこの頭部は上記マローンの写真と比較する限りレプリカと思われる[7]。
- 豚の頭部は、2003年、中華海外流出文物救援基金がアメリカで所在を確認した。アメリカの所有者は同基金への譲渡に同意した。2003年9月、何鴻燊（スタンレー・ホー）は同基金におよそ600万元を寄付した。その後、頭部は保利集団に寄贈され、保利集団傘下の北京保利芸術博物館が公開している。[13]

### 鼠と兔
- 2009年2月25日、フランスのクリスティーズによるパリでの競売で、鼠（ねずみ）と兔（うさぎ）の頭部が出品された。在仏中国人弁護士らは、事前に競売の差し止めを請求し、パリ地方裁判所は請求を棄却、2体は出品に至った。中華海外流失文物緊急保護専門基金のコレクションコンサルタントで厦門（アモイ）心和芸術会社の社長蔡銘超（zh:蔡銘超 拼音: cài míng chāo ツァイ・ミンチャオ）は、2体を計3134万ユーロで落札した。蔡銘超社長（顧問）は支払いを拒否。鼠と兔の頭部は競売出品者ピエール・ベルジェの手元に残された[14]。しかし、PPRの創業者フランソワ・アンリ・ピノーが交渉の末にベルジェから所有権を手に入れ、2013年6月28日に中国国家博物館へ寄贈[15]、現在展示されている。

### 龍、蛇、羊、鶏、犬
- 龍、蛇、羊、鶏、犬の5体は、依然、所在不明である[11]。これらは復元模型が作成されている。

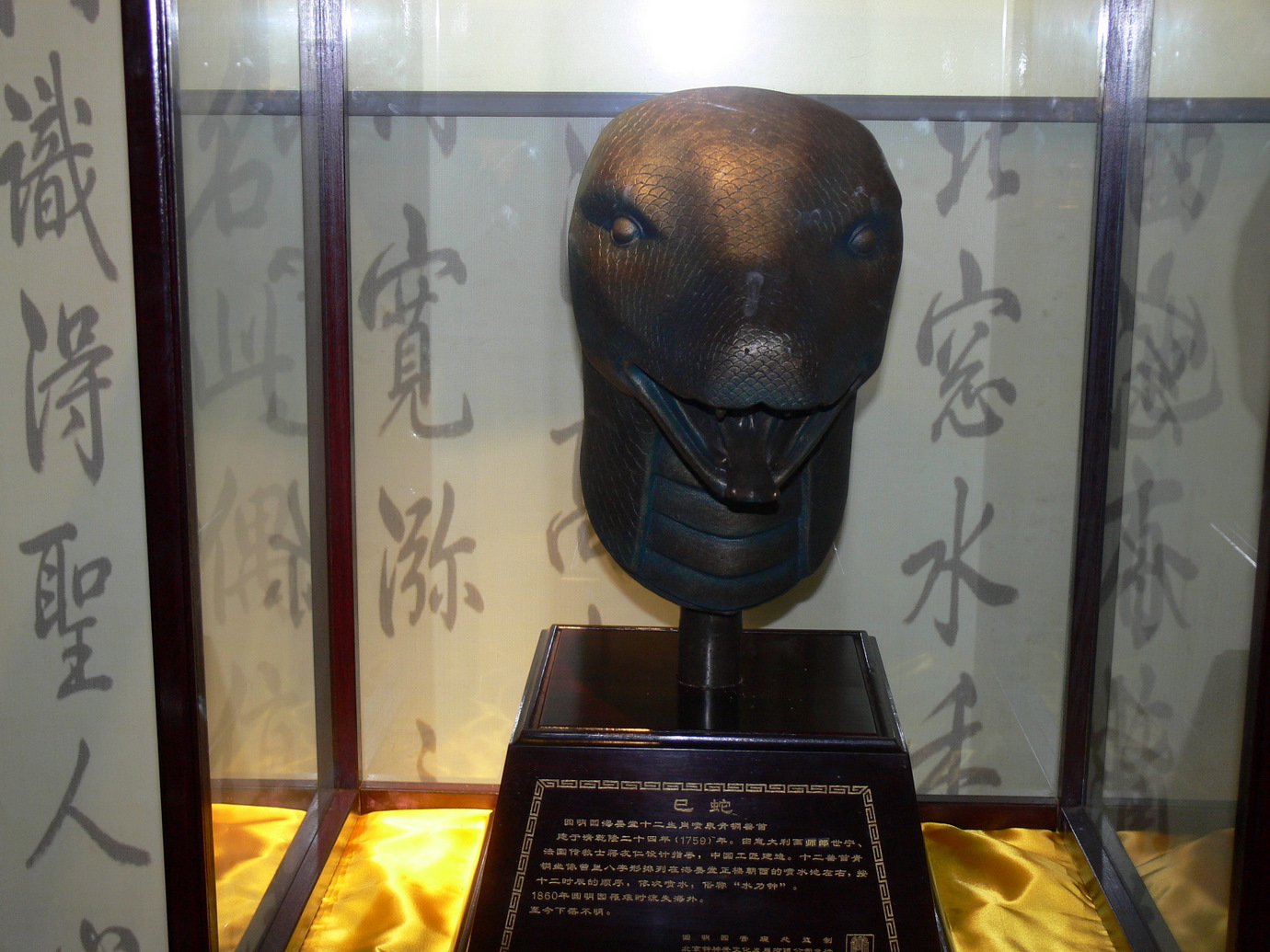
円明園十二生肖蛇首銅像模型
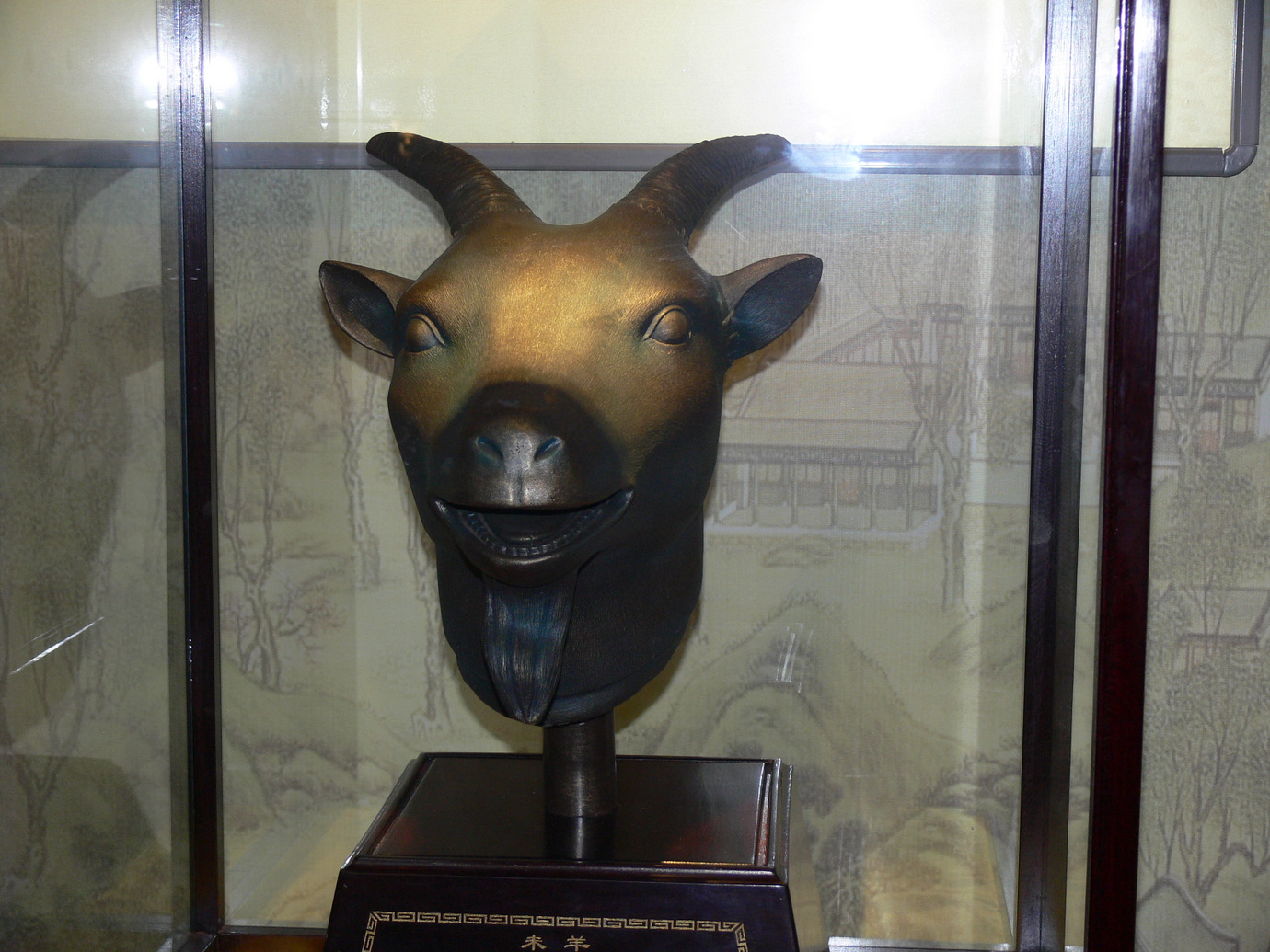
円明園十二生肖羊首銅像模型

## 復元
2009年8月、江蘇省句容市の美人魚景觀貿易有限公司の法人代表で、円明園の管理者である冷貝生（拼音: lěng bèi shēng レン・ベイシェンにより、十二獣首人身が再現された。